# Гаррард (округ)
Га́ррард (англ. Garrard County, /ˈɡærɪd/) — округ в штате Кентукки, США. Официально образован в 1796 году. По состоянию на 2010 год, численность населения составляла 16 912 человек.

## География
По данным Бюро переписи США, общая площадь округа равняется 606,061 км2, из которых 595,701 км]2 суша и 10,101 км2 или 1,700 % это водоёмы.

## Население
По данным переписи населения 2000 года в округе проживает 14 792 жителей в составе 5 741 домашних хозяйств и 4 334 семей. Плотность населения составляет 25,00 человек на км2. На территории округа насчитывается 6 414 жилых строений, при плотности застройки около 11,00-ти строений на км2. Расовый состав населения: белые — 95,75 %, афроамериканцы — 3,06 %, коренные американцы (индейцы) — 0,13 %, азиаты — 0,04 %, гавайцы — 0,00 %, представители других рас — 0,43 %, представители двух или более рас — 0,59 %. Испаноязычные составляли 1,32 % населения независимо от расы.
В составе 33,40 % из общего числа домашних хозяйств проживают дети в возрасте до 18 лет, 62,60 % домашних хозяйств представляют собой супружеские пары проживающие вместе, 9,40 % домашних хозяйств представляют собой одиноких женщин без супруга, 24,50 % домашних хозяйств не имеют отношения к семьям, 21,10 % домашних хозяйств состоят из одного человека, 9,50 % домашних хозяйств состоят из престарелых (65 лет и старше), проживающих в одиночестве. Средний размер домашнего хозяйства составляет 2,56 человека, и средний размер семьи 2,95 человека.
Возрастной состав округа: 0,00 % моложе 18 лет, 0,00 % от 18 до 24, 0,00 % от 25 до 44, 0,00 % от 45 до 64 и 0,00 % от 65 и старше. Средний возраст жителя округа 37 лет. На каждые 100 женщин приходится 96,80 мужчин. На каждые 100 женщин старше 18 лет приходится 93,00 мужчин.
Средний доход на домохозяйство в округе составлял 34 284 USD, на семью — 41 250 USD. Среднестатистический заработок мужчины был 30 989 USD против 21 856 USD для женщины. Доход на душу населения составлял 16 915 USD. Около 11,60 % семей и 14,70 % общего населения находились ниже черты бедности, в том числе — 19,10 % молодёжи (тех, кому ещё не исполнилось 18 лет) и 17,00 % тех, кому было уже больше 65 лет.